# Vernon R. Young
Vernon Robert Young (Rhyl, pays de Galles, 15 novembre 1937 - 30 mars 2004) est un expert britannique spécialisé dans le domaine des besoins en protéines et en acides aminés.